# Tring-Jonction
Tring-Jonction är en bykommun (municipalité de village) i provinsen Québec i Kanada. Den ligger i regionen Chaudière-Appalaches, i den sydöstra delen av landet, 400 km öster om huvudstaden Ottawa.